# Alexandre Astruc
Alexandre Astruc (Párizs, 1923. július 13. – Párizs, 2016. május 19.) Louis Delluc-díjas francia filmrendező.

## Életpályája
Az egyetemen irodalomtörténettel és angol nyelvvel foglalkozott. Mint újságíró a Le Combat, a L'Écran Français, valamint a La Nef és a Cahiers du Cinéma számára dolgozott. 1945 után a legnevesebb filmkritikusok egyike volt. 1948-tól önállóan dolgozott. 1965-ben szemmel látható deheroizáló (hősi jellemétől megfosztó) szándékkal komor tónusú partizántörténetet forgatott, melyet Magyarországon is vetítettek (Út a túlsó partra).

## Munkássága
Regényíróként is felhívta magára a figyelmet (Szünidők). Az Objektif 49 alapítói közé tartozott, s szellemi irányítója volt annak a harcnak, amelyet a filmkritika a művészi francia filmért folytatott. Híressé vált kiáltványában megszövegezte a camera stylo elméletét, azt az igényt, hogy a filmrendező a kamerát írótollként használja a társadalmi valóság reális ábrázolására, s ne másodlagosan más műfajok termékeit ültesse át. Rendezői pályafutása kezdetén Marc Allégret asszisztense volt. Elméletével ellentétben munkái inkább esztétizáló finomságot, mint leleplező valóságlátást mutattak. Hasonlóképpen ellentmondásos, hogy egyes klasszikus művek adaptálásával is foglalkozott. Megfilmesítette Gustave Flaubert, Guy de Maupassant (Egy élet, 1958) egy-egy művét.

## Filmjei
- Aller et retour (1948)
- Ulysse (1949)
- Karmazsin függöny (1952)
- A tisztességtudó utcalány (1952)
- Bragelonne vicomte (Le vicomte de Bragelonne) (1954)
- Rossz találkozások (Les mauvaises rencontres) (1955)
- Egy élet (1958)
- Az árnyék zsákmánya (La proie pour l'ombre) (1961)
- Az érzelmek iskolája (Éducation sentimentale) (1962)
- A kút és az inga (Le puits et le pendule) (1964)
- Évariste Galois (1965)
- Út a tulsó partra (1966)
- Lángok az Adrián (1968; S. Cikes-sel)

## Díjai
- Louis Delluc-díj (1952)
- René Clair-díj (1994)